# Policijsko delo v skupnosti
Policijsko delo v skupnosti je policijske dejavnosti, ki se osredotoča na vzpostavljanje vezi in tesno sodelovanje med člani skupnosti in policijo.
Policijsko delo v skupnosti je filozofija policijskega dela, pri katerem določeni policist dela na istem območju iz decentraliziranega kraja (urbanega ali ruralnega) in v proaktivnem partnerstvu z državljani prepoznava in rešuje probleme.

### Osrednji cilj policijskega delovanja v skupnosti
Osrednji cilji policijskega delovanja v skupnosti so, da policija vzpostavlja odnose s skupnostjo, z lokalnimi agencijami in službami, ter predstavniki javnosti. S tem ustvarja partnerstvo in razvija strategijo za zmanjševanje kriminala in neredov. Čeprav policijsko delovanje v skupnosti večinoma cilja na kriminal in motnje na nižji ravni, predvsem pa po teoriji razbitih oken predlaga, da lahko to zmanjša tudi težji kriminal.
Policijsko delo v skupnosti je usmerjeno v reševanje problematike pri sodelovanju s skupnostjo, to pa dosega predvsem z obveščevalnim sodelovanjem posameznih segmentov družbe. Zato se predvsem v tujini  poslužujejo "uličnih patrulj" kjer so tisti, ki patruljirajo pravzaprav prebivalci nekega območja (v tujini bi temu rekli: "neighbourhood policing teams") ki so predvsem popularne v Veliki Britaniji. Najbolj značilna posebnost teh samoorganiziranih enot oziroma skupin pa je, da nikakor niso povezane s centralizirano uniformirano policijo.
Splošna ocena policijskega delovanja, usmerjenega v skupnost je pozitivna, saj tako uradniki kot člani skupnosti potrjujejo njegovo učinkovitost pri zmanjševanju kriminala in dvigovanju občutka varnosti v skupnosti.

## Zgodovina
Nekateri avtorji so izsledili temeljne vrednote policije v skupnosti do nekaterih izvirnih Peelovih načel iz leta 1829. Sem so spadale predvsem ideje, ki jih policija potrebuje za "sodelovanje javnosti" in prednostno obravnavo preprečevanja kriminala. Izraz "policija v skupnosti" se je začel uporabljati konec 20. stoletja in nato le kot odgovor na predhodno filozofijo policijske organizacije. 
V začetku 20. stoletja je vzpon avtomobilov, telekomunikacije in suburbanizacije spremenil način delovanja policije. Mnoge policije so se odločile za uporabo reaktivne strategije in proaktivnega pristopa, pri čemer so se osredotočile na čim hitrejše sprejemanje klicev v sili za hitro zatiranje kaznivih dejanj pa so se predvsem zanašale na patrulje z motornimi vozili.
Policije, kot  je policijska uprava v Chicagu, so zaradi težav s korupcijo med policisti in pretesno povezanostjo policistov z javnostjo uvedli ukrepe, kot je pogosta menjava policistov na nekem patruljnem območju. Posledično s tem in drugimi ukrepi, se je zmanjšala proaktivnost policije, zmanjšale so se patrulje na določenih območjih, predvsem pa so te spremembe bistveno vplivale na naravo prisotnosti policije. Odnosi med policijo in skupnostjo so bili zelo slabi, to se je poznalo predvsem med manjšinami ki jih je policija posebej zatirala zaradi sovraštva in dodeljenih pooblastil. Te manjšine so bile predvsem črnci, isto spolno usmerjeni in ostali. Neglede na manjšine  skupnost ni želela sodelovati, brez sodelovanja skupnosti pa policija tudi če je želela raziskati neko kaznivo dejanje po navadi ni bila uspešna, ali pa niti ni vedela, da se neko kaznivo dejanje izvaja. Leta 1960 so se mnoge policije z vsega sveta (predvsem z združenih držav Amerike) zavedle, da tak pristop brez sodelovanja skupnosti ni funkcionalen. Če vzamemo primer ZDA, so s pomočjo komiteja blue ribbon (komite modri trak) preučili posledice delovanja policije brez sodelovanja z javnostjo in razvili nov policijski pristop. Policist naj bi deloval kot vezni člen med skupnostjo in manjšinami na eni strani in policijo kot organizacijo na drugi strani. 

## Metoda policijskega dela v skupnosti
Mnoge policijske strukture, ki so usmerjene v skupnost in delo s skupnostjo, se osredotočajo ravno na razporeditev policistov po določenih področjih oziroma policijskih okoliših, ti policisti pa se seznanjajo s postopki profiliranja kriminalitete na nekem območju, nato se naučijo kako se odzivati na specifična kazniva dejanja s policijskega okoliša, ali določenega ozemlja kjer delujejo in razvijejo strategijo za spopade z vrstami kaznivih dejanj.
Te ideje se izvajajo v večstranskem pristopu z različnimi vidiki, kot so razširitev nalog policista, preusmeritev policijskih prizadevanj na neposredne interakcije z manjših patruljnih območji, s poudarjenim ciljem preprečevanja kriminalnih dejavnosti, reševanje kriminalitete s prispevki skupnosti in prizadevanjem v čim večje povečanje storitev, ki so pozitivne za občana in ugled policije.

## Skupne metode policijskega delovanja v skupnosti
- spodbujanje skupnosti k pomoči preprečevanja kaznivih dejanj, predvsem s pogovori, nasveti, namigi in podobno,
- uporaba policijskih patrulj vendar peš ali na kolesu, za večjo interakcijo z občani,
- jasna in razumljiva komunikacija med policijo in skupnostjo,
- decentralizacija policijske organizacije ( s tem dosežemo da policist s svojo diskrecijsko pravico reagira na določeno kršitev, ki jo prepozna z lastno zaznavo.)